# 贝尔纳多杜梅阿里姆
贝尔纳多杜梅阿里姆是巴西马拉尼昂州的一个市镇。总面积261.401平方公里，总人口6013人，人口密度23人/平方公里。